# Hull Bay
Hull Bay is een visserdorp en strand in het noorden van het eiland Saint Thomas in de Amerikaanse Maagdeneilanden. Het bevindt zich het westen van Magens Bay.

## Overzicht
In de 17e en 18e eeuw werden de Hugenoten vervolgd in Frankrijk en vestigde een groep zich op het eiland Saint-Barthélemy. Door het onvruchtbare land en gebrek aan economische mogelijkheden emigreerde een gedeelte in de 19e eeuw naar Saint Thomas en vestigden zich in Frenchtown bij Charlotte Amalie en in Hull Bay. Hull Bay is nog steeds een visserdorp bewoond door een Franse gemeenschap.
Hull Bay heeft witzand met kiezelsteentjes. In tegenstelling tot het buurstrand Magens Bay waar het altijd druk is, is Hull Bay een rustig strand dat voornamelijk door eilandbewoners wordt bezocht. In de baai liggen vissersboten, en in de verte zijn de eilandjes Inner Brass en Outer Brass te zien. Er is een bar-restaurant en een duikwinkel aan het strand.
In de wintermaanden is er een noordelijke zeedeining, en wordt de baai veel bezocht door surfers.

## Galerij

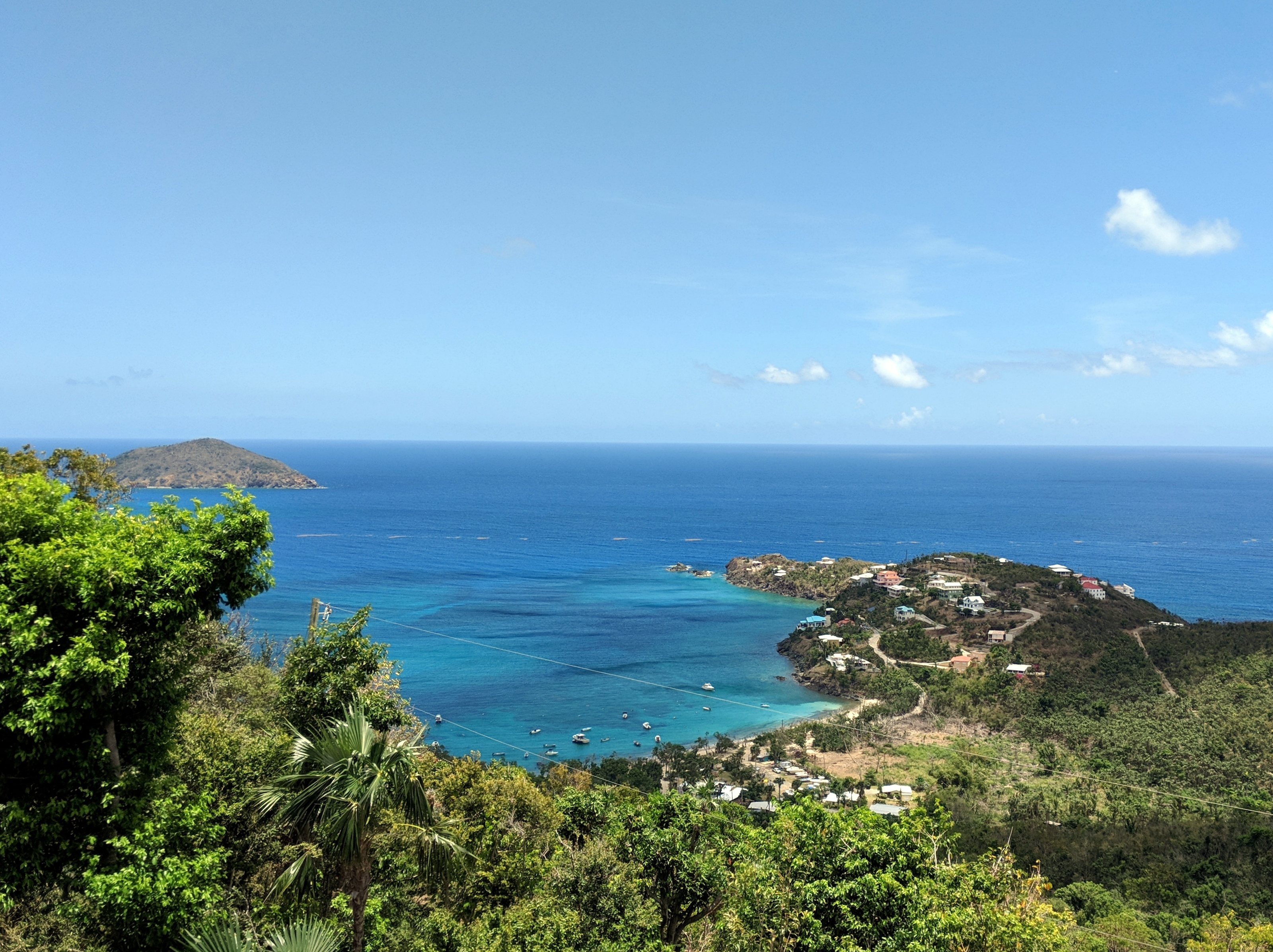
Hull Bay vanaf de heuvel
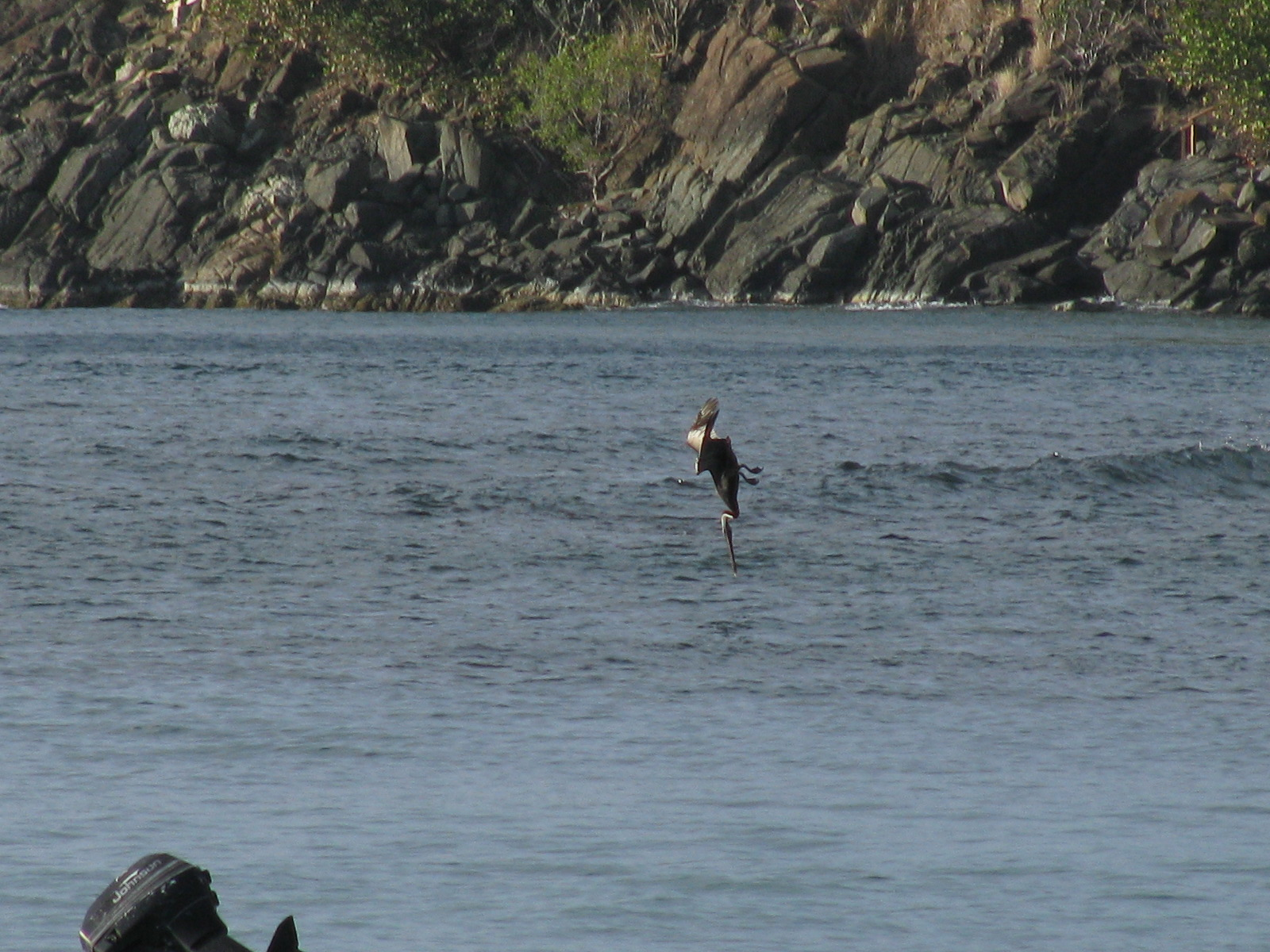
Duikende pelikaan in Hull Bay